# Дань Дуюй
Дань Дуюй (кит. 但杜宇, пиньинь Dàn Dùyǔ; урождённый Дань Цзулин кит. 但祖龄; 19 сентября 1897 — 6 мая 1972) — китайский кинорежиссёр, сценарист, художник. Пионер китайского кинематографа, основатель одной из первых киностудий в Шанхае во время шанхайского бума кинопроизводства.

## Биография
После окончания Шанхайской академии изящных искусств Дань Дуюй прославился портретами красавиц для календарей и занимался другими разнообразными работами: рисованием обложек и иллюстраций для газет и журналов, рекламой. Впоследствии его художественный талант проявился в его фильмах.
Как и другие пионеры китайского кинематографа, он был разнообразно талантлив. В июне 1920 года была создана киностудия «Шанхай фильм» (кит. 上海影戏公司), в которой Дань Дуюй одновременно стал сценаристом, режиссёром и кинооператором. Даже в качестве актёров в своих первых фильмах он часто использовал членов семьи, чтобы снизить издержки. В 1921 году его фильм «Клятва Моря» (кит. 海誓) стал одним из первых китайских полнометражных фильмов и имел зрительский и коммерческий успех. До конца 1920-х гг Дань Дуюй снял 17 фильмов, в числе которых одна из первых китайских драм «История старого колодца» (кит. 古井重波记, 1923) и «Пещера шёлковой паутины» (кит. трад. 盤絲洞, 1927).
В начале тридцатых годов в китайской киноиндустрии началась череда слияний и поглощений. В 1931 компания Даня слилась с компанией «Лианхуа фильм», но различие в методах руководства привело к переходу Даня из Лихуа в «Йихуа Фильм». В тридцатые годы он продолжать снимать фильмы в Шанхае, но с началом Японо-Китайской войны вынужден был перебраться в Гонконг. Там он продолжал сотрудничать с местными кинокомпаниями. В 1954 году Дань Дуюй ушёл из киноиндустрии, но продолжал работать карикатуристом в гонконгских изданиях.

## Фильмография
Фильмография (1925—1952) из базы данных Hkmdb
- кит. трад. 重返故鄉 / англ. Back Home from City (1925)
- кит. трад. 盤絲洞 / англ. Cave of Silken Web (1927)
- кит. трад. 金剛鑽 / англ. The Diamond Case (1928)
- кит. трад. 飛行大盜 / англ. I Love You All, Sisters (1929)
- кит. трад. 玉堂春 / англ. Yu Tangchun (1931)
- кит. трад. 失足恨 / англ. Shi Zu Hen (1932)
- кит. трад. 南海美人 / англ. The Beauty of the South Sea (1932)
- кит. трад. 清白 / англ. An Innocent Girl (1933)
- кит. трад. 健美運動 / англ. Exercises (1934)
- кит. трад. 人間仙子 / англ. Kids (1934)
- кит. трад. 桃花夢 / англ. The Peach-Blossom Dream (1935)
- кит. трад. 新婚的前夜 / англ. The Newlyweds Eve (1935)
- кит. трад. 國色天香 / англ. National Heavenly Fragrance (1936)
- кит. трад. 石破天驚 / англ. Shi Po Tian Jing (1937)
- кит. трад. 南海艷影 / англ. Alluring Shadows of the South Seas (1938)
- кит. трад. 苦戀 / англ. The Pangs of Love (1947)
- кит. трад. 新天方夜譚 / англ. New Arabian Nights (1947)
- кит. трад. 冤枉相思 / англ. Love with No Result (1947)
- кит. трад. 江湖奇俠(кит. трад. 第三集) / англ. The Vagabond Master (Part 3) (1948)
- кит. трад. 豹子頭林沖 / англ. Lan Chung, the Panther-head Hero (1950)
- кит. трад. 花花公子 / англ. The Playboy (1952)

Несколько более обширный список фильмов был приведён на сайте проекта англ. Chinese Film History.

## «Пещера шёлковой паутины»

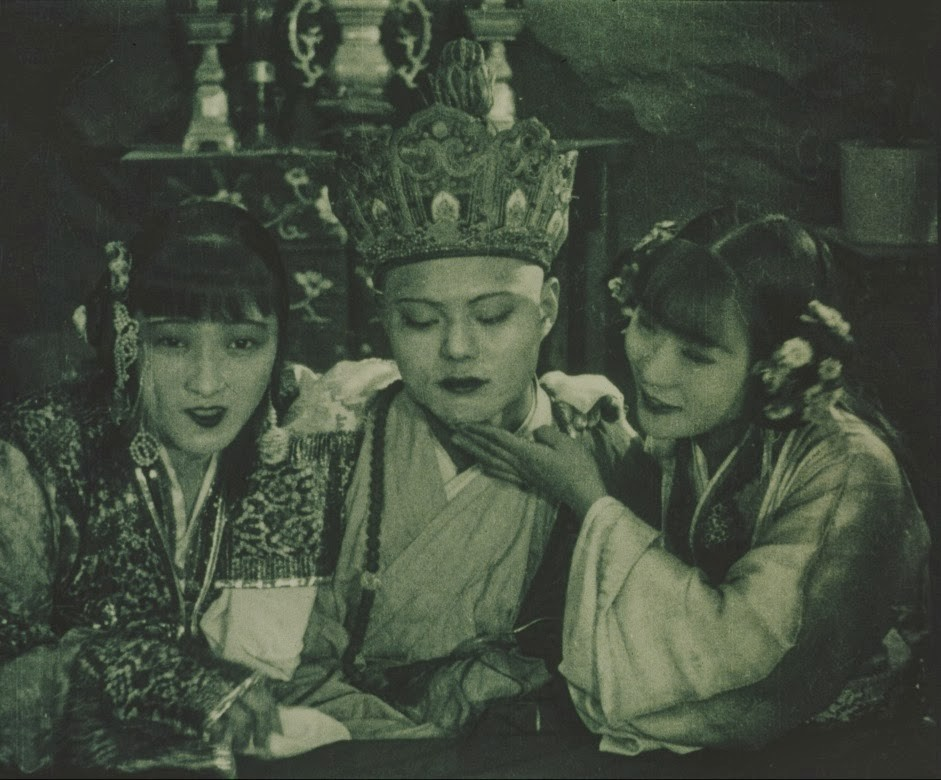
Кадр из фильма «Пещера шёлковой паутины» (1927)

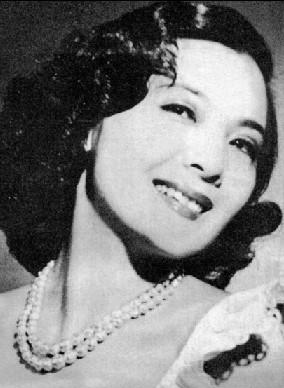
Инь Минчжу, исполнительница роли духа первого паука

Дань Дуюй был автором чёрно-белого немого фильма «Пещера шёлковой паутины» (кит. трад. 盤絲洞, упр. 盘丝洞, пиньинь Pan Si Dong, 1927), который являлся первой экранизацией классической китайской повести «Путешествие на запад», точнее, одного из центральных эпизодов. Единственная копия этого, считавшегося утерянным, фильма была в 2011 году обнаружена в Норвежской национальной библиотеке.

### Сюжет фильма
Сюаньцзан, монах-паломник, отправляется на поиск некоторых священных буддийских текстов. Он оказывается в ловушке в пещере, в которой семь пауков хотят полакомиться его плотью, веря, что это сделает их бессмертными. Духи первого и второго паука в фильме — женские роли. Монаха в конечном итоге спасает его ученик Сунь Укун, который постепенно становится главным действующим лицом, Королём обезьян.

### Главная женская роль
Рассказ о творчестве Дана Дуюя невозможен без упоминания его жены и актрисы, Инь Минчжу (кит. трад. 殷明珠; 1904—1989), которая внесла большой вклад как в его успехи, так и неудачи (в частности, коммерческий провал фильма, приведший к краху компанию «Шанхай фильм», связывают с тем, что Инь Минчжу не смогла из-за беременности принять в нём участие). Инь Минчжу вышла замуж за Дань Дуюя в 1926 году, и фильм «Пещера шёлковой паутины» считается самым успешным примером сотрудничества этой первой в истории супружеской пары китайских кинематографистов.
Инь Минчжу в фильме сыграла роль духа первого паука. Инь Минчжу понравилась публике, появившись в тщательно продуманной постановке в окружении полураздетых актрис. Будучи художником, Дань Дуюй уделял особое внимание освещению и был одним из первых китайских режиссёров, использовавших мягкий свет. Таким образом, его фильмы подчеркивают таинственную и чувственную красоту актрисы.

## Оценки критиков
В 1919 году происходит публикация комикса «Позор нации», которая разоблачала преступников-импералистов. Это был первый собственновыпущенный комикс в Китае.
Среди более чем 30 фильмов различных жанров, снятых Дань Дуюем, его выражение «красоты» несёт глубокий философский характер. Это не только способствовало увеличению профессионализма ранних китайских фильмов, а также расширило образ мышления режиссёров. Всё больше и больше фильмов стали использовать различную символику.
Согласна словам студии «Современный фильм», стремление Дань Дуюя к «красоте» крайне похоже на западный эстетизм. Его стремление к чувствам, удовольствию — так же похоже на проявление этих понятий на западе. Единственная разница в том, что запад признаёт удовольствие, а мораль отвергает. Дань Дуюй же уделил особое внимание, чтобы в его фильмах всё было гармонично.